# Phaedropsis fuscicostalis
Phaedropsis fuscicostalis is een vlinder uit de familie van de grasmotten (Crambidae), uit de onderfamilie van de Spilomelinae. De wetenschappelijke naam van deze soort is voor het eerst voorgesteld als Haritala fuscicostalis door George Francis Hampson in een publicatie uit 1895.
De soort komt voor in Nicaragua, Costa Rica en Grenada.